# Thadeu Bogurawski Filho
Thadeu, właśc. Thadeu Bogurawski Filho (ur. 23 listopada 1913 w São Paulo) – brazylijski piłkarz pochodzenia polskiego, grający na pozycji bramkarza.

## Kariera klubowa
Thadeu występował w klubach America Rio de Janeiro i CA Independiente.

## Kariera reprezentacyjna
Thadeu zadebiutował w reprezentacji Brazylii 22 stycznia 1939 w wygranym 3-2 meczu z reprezentacją Argentyny, którego stawką było Copa Julio Roca 1939/40. Był to jego jedyny mecz w reprezentacji.